# 杨缵绪故居通议大夫第
杨缵绪故居通议大夫第，位于中国广东省梅州市大埔县百侯镇侯南村，为梅州市大埔县的一个县级文物保护单位，类型为近现代重要史迹及代表性建筑，公布时间为2005年。
杨缵绪故居通议大夫第的历史年代为清乾隆。